# Gettorfer Mühle

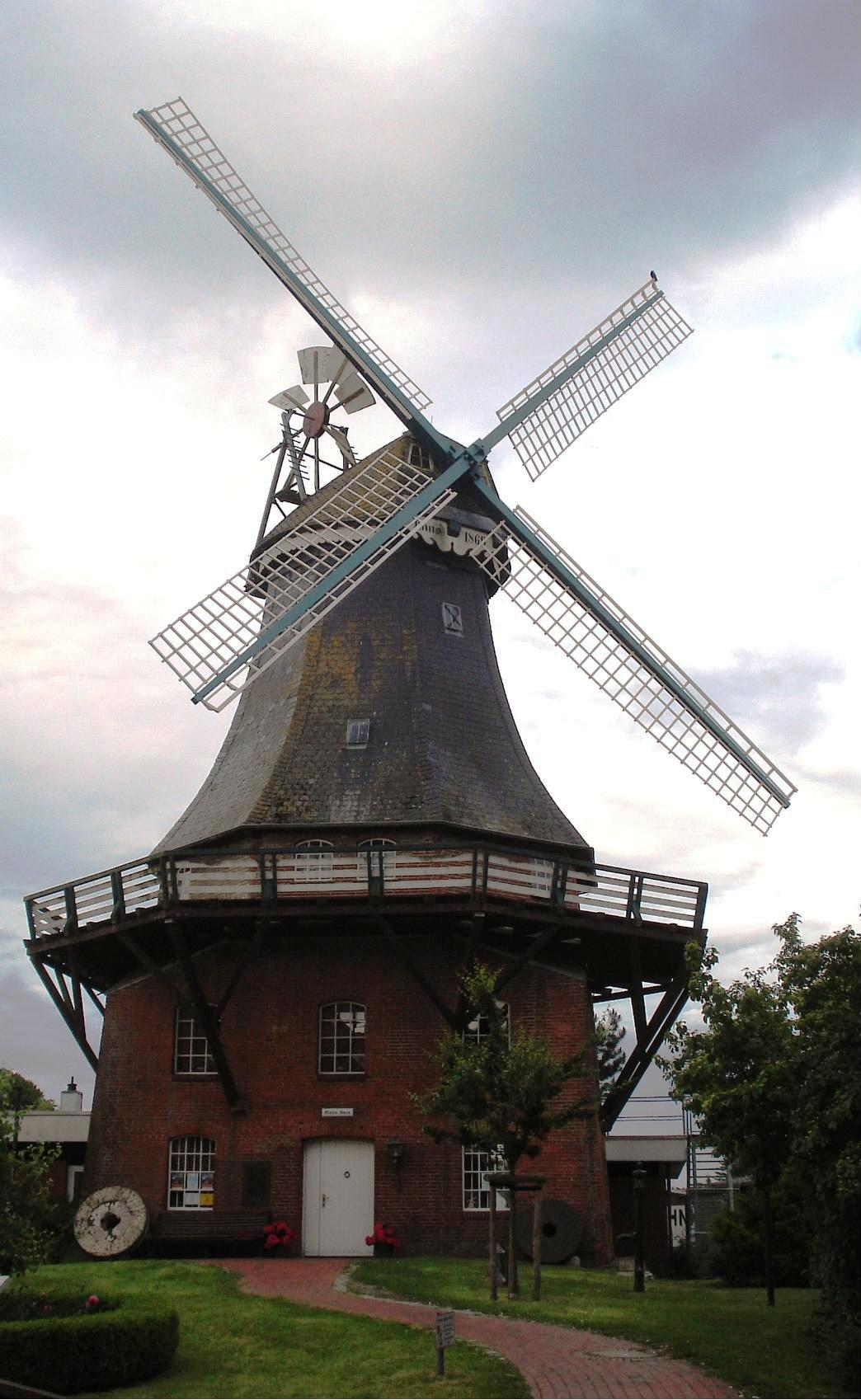
Die Gettorfer Mühle

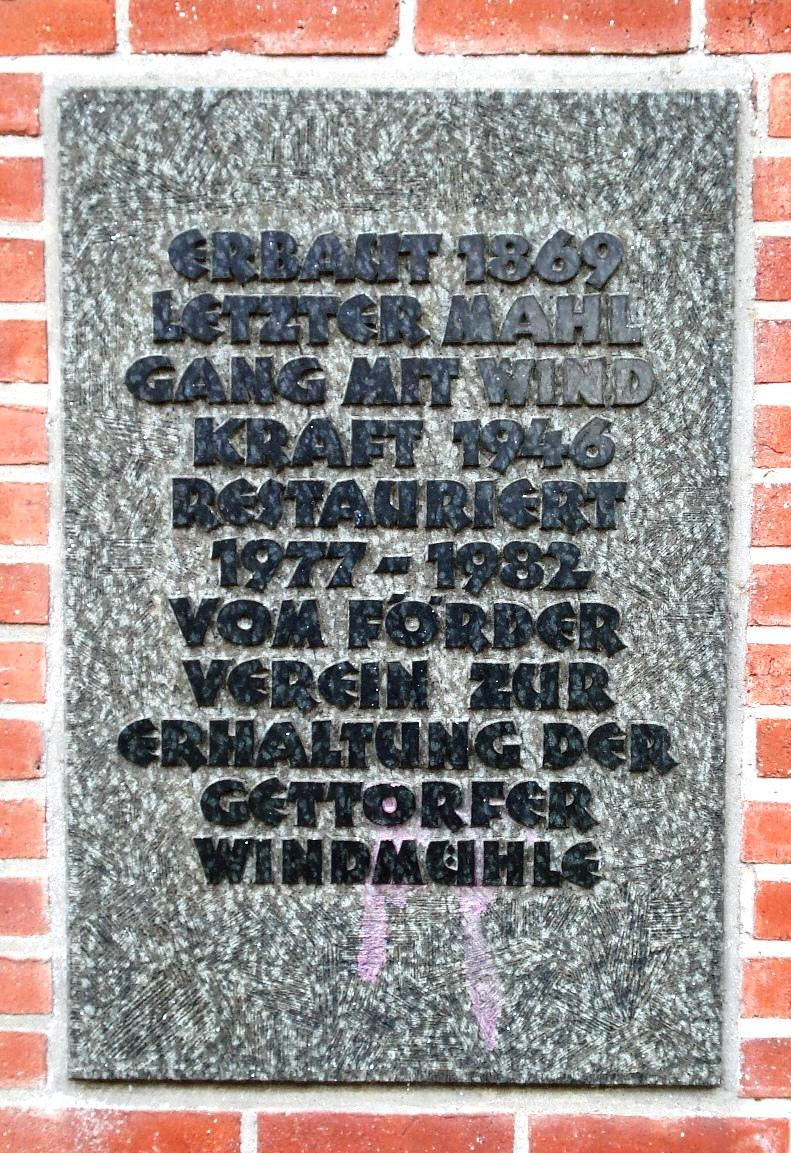
Tafel an der Gettorfer Windmühle mit einigen Daten zur Geschichte

Die Gettorf Windmühle (auch als Mühle Rosa bezeichnet) ist eine alte Windmühle in der Gemeinde Gettorf im Kreis Rendsburg-Eckernförde in Schleswig-Holstein.
Sie ist (neben St. Jürgen) eines der Wahrzeichen Gettorfs.
Es handelt sich um eine Galerieholländermühle, die mit einem zweigeschossigen, aus rotem Backstein errichteten viereckigen Unterbau (Turm), einem schiefergedeckten Dach und Jalousieflügeln sowie einer „Windrose“ genannten Windrichtungsnachführung ausgestattet ist. Ein später angefügter Anbau erweitert die Nutzfläche.
Die Mühle ließ der Müller Wilhelm Theodor Johannsen 1869 durch den Mühlenbauer Carl Friedrich Trahn (1806–1888) errichten.
Bis 1946 wurde die Mühle zum Mahlen von Getreide genutzt.
Zwischen 1977 und 1982 wurde die Mühle vom „Verein zur Erhaltung der Gettorfer Windmühle“ renoviert.
Die Gettorfer Windmühle wird als Gemeindebücherei sowie für Hochzeiten genutzt.